# Survivor (альбом Survivor)
Survivor — дебютный одноимённый альбом американской хард-рок-группы Survivor, записанный и выпущенный в 1979 году.

## Об альбоме
Альбом является единственным релизом с оригинальным составом (включал в себя ударника Гэри Смита и басиста Денниса Кита Джонсона). Сессии звукозаписи, которые курировал исполнительный директор A&R Джон Калоднер, не обошлись без трудностей. Сначала Рон Невисон заменил Барри Мраза в качестве продюсера, а затем проект пришлось передать Брюсу Фэйрбэрну в Ванкувер, чтобы добиться микса, который удовлетворил Калоднера.
На окончательный выпуск альбома ушло восемь месяцев.
Альбом слегка повлиял на чарты, заняв 169 строчку в Billboard Hot 100 весной 1980 года. Тем не менее, вступительный трек «Somewhere In America» стал региональным хитом в районе Чикаго и песня «Youngblood», с его драматическим гитарным вступлением, оказался чем-то вроде плана для громкого хита группы, вышедшего двумя годами позже «Eye of the Tiger».
Дополнительная песня, записанная для альбома, " Rockin 'into the Night ", была отвергнута Невисоном как «слишком южная»; он был отдан .38 Special, превратившей песню в хит. Оригинальная запись Survivor наконец стала доступна в 2004 году на сборнике Ultimate Survivor .
Сингл «Rebel Girl» был записан примерно через год после выхода альбома, хотя в японском выпуске альбома на компакт-диске он указан как песня номер шесть. Переиздание 2010 года на Rock Candy Records добавляет песню в качестве бонус-трека.
Модель на обложке альбома — актриса Ким Бейсингер, что подтвердил член-основатель группы Джим Петерик.

## Треклист
| №  | Название                    | Автор(ы)                                            | Длительность |
| -- | --------------------------- | --------------------------------------------------- | ------------ |
| 1. | «Somewhere in America»      | Jim Peterik                                         | 5:13         |
| 2. | «Can't Getcha Offa My Mind» | Peterik, Frankie Sullivan                           | 3:00         |
| 3. | «Let It Be Now»             | Peterik, Sullivan                                   | 3:39         |
| 4. | «As Soon As Love Finds Me»  | Dennis Keith Johnson, Peterik, Gary Smith, Sullivan | 2:52         |
| 5. | «Youngblood»                | Johnson, Peterik, Sullivan                          | 3:31         |

| №   | Название                                | Автор(ы)                          | Длительность |
| --- | --------------------------------------- | --------------------------------- | ------------ |
| 6.  | «Love Has Got Me»                       | Peterik                           | 3:38         |
| 7.  | «Whole Town's Talkin'»                  | Johnson, Peterik, Smith, Sullivan | 3:32         |
| 8.  | «20/20»                                 | Johnson, Peterik, Smith, Sullivan | 3:23         |
| 9.  | «Freelance»                             | Johnson, Peterik, Sullivan        | 3:37         |
| 10. | «Nothing Can Shake Me (From Your Love)» | Peterik                           | 4:09         |
| 11. | «Whatever It Takes»                     | Johnson, Peterik, Smith, Sullivan | 3:46         |

| №   | Название                                              | Автор(ы)       | Длительность |
| --- | ----------------------------------------------------- | -------------- | ------------ |
| 12. | «Rebel Girl» (bonus track on Rock Candy reissue only) | Peterik, Smith | 3:50         |

## Персонал
Survivor
- Дейв Биклер — вокал
- Джим Петерик — клавишные, бэк-вокал
- Фрэнки Салливан — соло-гитара
- Деннис Кейт Джонсон — бас-гитара
- Гэри Смит — барабаны, перкуссия

## Производство
- Рон Невисон — продюсер
- Барри Мраз — продюсер
- Брюс Фэйрбэрн — звукорежиссёр, ассистент микширования
- Джим Петерик — звукорежиссёр, ассистент микширования
- Mike Clink — помощник инженера
- Bob Rock — сведение
- Майк Солсбери — арт-директор, дизайн альбома
- Марк Фельдман — фотография на обложке

## Чарты
| Чарт (1980)              | Пик позиция |
| ------------------------ | ----------- |
| Billboard Top Pop Albums | 169         |